# Голубовский, Алексей Петрович
Алексей Петрович Голубовский (1908—1945) — участник Великой Отечественной войны, командир батальона 172-го гвардейского стрелкового полка 57-й гвардейской стрелковой дивизии 8-й гвардейской армии 1-го Белорусского фронта, гвардии майор. Герой Советского Союза.

## Биография
Родился 16 июня (29 июня по новому стилю) 1908 года в г. Екатеринославе Российской империи, в семье служащего. Украинец.
В 1933 году окончил Московский художественный институт и работал художником. Был членом Союза художников.
В Красную Армию был призван в июле 1941 и сразу направлен на фронт. Член ВКП(б)/КПСС с 1942 года. Участник операции «Багратион».
В боях с 10 по 13 мая на Заднестровском плацдарме 1 стрелковый батальон 172 гвардейского стрелкового полка 57 гвардейской стрелковой дивизии стойко отразил 35 контратак превосходящих пехотных сил противника, поддержанных танками и авиацией.

За время боев 13 мая батальон уничтожил 5 танков, 6 самоходных орудий, 8 бронемашин, до 1500 солдат и офицеров противника, подавил до 30 огневых точек и обеспечил стойкое удержание плацдарма.

Командир батальона гвардии капитан А. П. Голубовский был представлен к присвоению звания «Герой Советского Союза». Приказом Военного совета 8 гвардейской армии № 236/н от 12 июня 1944 года был награжден орденом Красного Знамени.
Командир 1 стрелкового батальона 172-го гвардейского стрелкового полка гвардии капитан Алексей Голубовский 1 августа 1944 года умело руководил боем батальона при форсировании реки Висла, в районе населённого пункта Магнушев (Польша), захвате и удержании магнушевского плацдарма. В этом бою батальон уничтожил до двух рот противника, захватил в качестве трофеев 2 орудия и 6 крупнокалиберных пулемётов. За этот подвиг командиру батальона гвардии капитану Голубовскому А. П. указом Президиума Верховного Совета СССР от 24 марта 1945 года было присвоено звание «Герой Советского Союза».
Погиб 3 февраля 1945 года.
Похоронен в местечке Райтвайн в 18 км севернее Франкфурта-на-Одере (Германия).

## Награды и звания
- Звание Герой Советского Союза. Указ Президиума Верховного Совета СССР от 24 марта 1945 года:
  - орден Ленина,
  - медаль «Золотая Звезда».
- Орден Красного Знамени. Приказ Военного совета 8-й гвардейской армии № 236/н от 12 июня 1944 года.
- Орден Красного Знамени. Приказ Военного совета 8-й гвардейской армии № 530/н от 17 марта 1945 года.
- Орден Александра Невского. Приказ Военного совета 8-й гвардейской армии № 247/н от 31 июля 1944 года.
- Орден Отечественной войны II степени. Приказ Военного совета 8-й гвардейской армии № 177/н от 9 декабря 1943 года.
- Медаль «За боевые заслуги». Приказ Военного совета 1-й гвардейской армии № 033 от 4 марта 1943 года.
- Другие медали СССР.

## Память
- В городе Днепр установлен Памятный знак в честь Героев Советского Союза 57-й гвардейской дивизии, павших в боях за освобождение Родины, где высечено имя Голубовского[3][4].